# Batalla de Naupacto

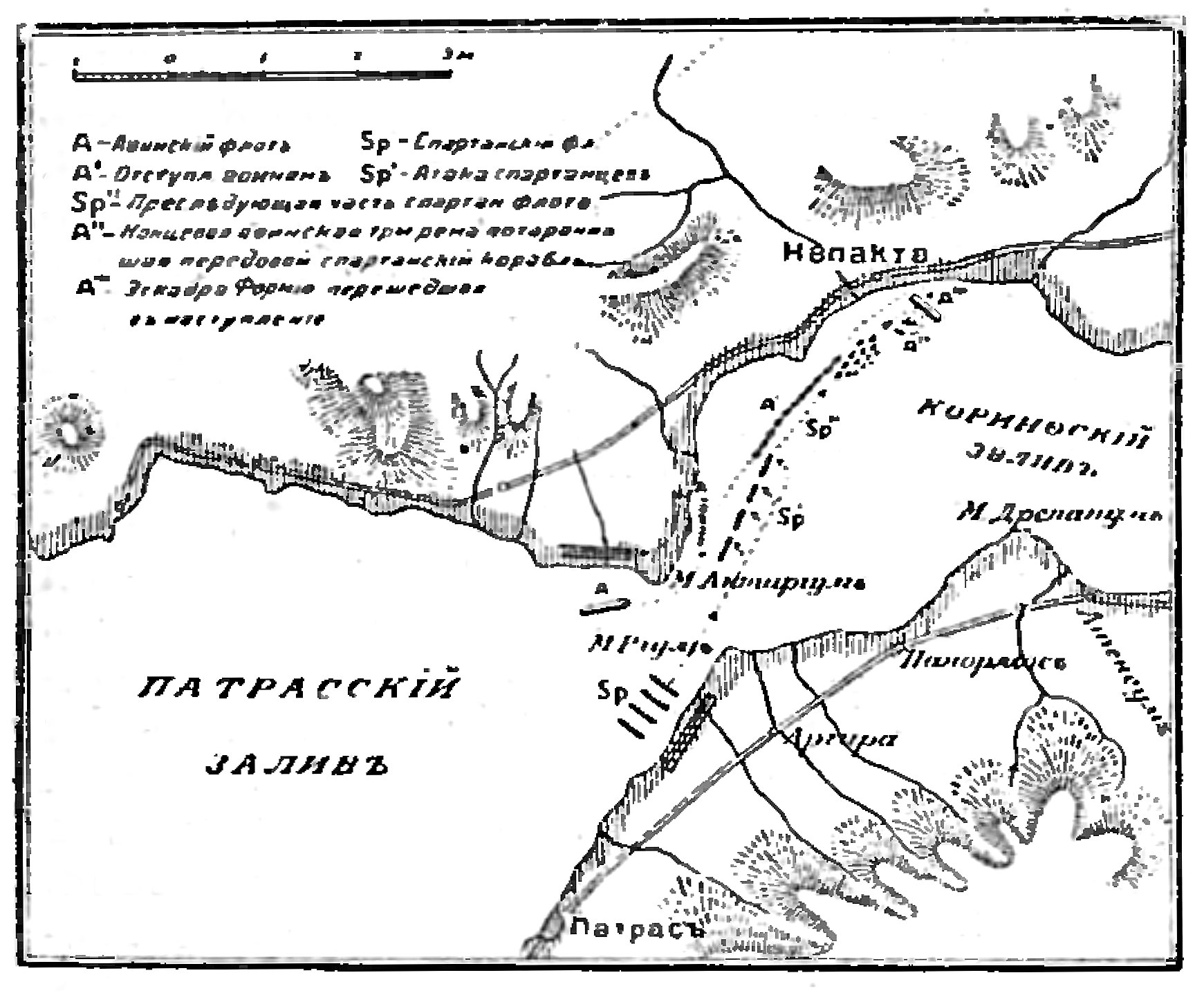
Batalla de Naupacto

La batalla de Naupacto (429 a C.) fue una batalla de la guerra del Peloponeso entre los atenienses y los corintios ayudados estos últimos por sus aliados lacedemonios.
No se tienen muchos registros de aquella batalla, y es difícil saber las pérdidas.  
El general de los atenienses fue Formión y con 20 trirremes, luego de tomar Naupacto, estableció su base con lo que logró bloquear las naves corintias al mando de Cnemo.
Al mismo tiempo la Liga del Peloponeso, con Corinto a la cabeza, preparó una gran flota de 77 embarcaciones para destruir a los aliados atenienses y además capturar las islas de Zante, Cefalonia y Naupacto, sitas en el golfo de Corinto.
Atrayendo la persecución de la flota ateniense, siempre dirigiéndose hacia el este bordeando la costa norte del golfo, ambas flotas entraron en combate: los corintios atacaron y lograron hacer encallar nueve embarcaciones del enemigo e iniciaron una persecución contra el resto de la flota ateniense en fuga hacia Naupacto. Sin embargo a la entrada de la bahía de Naupacto el curso de la batalla cambió cuando la última nave ateniense hizo un rodeo alrededor de un barco mercante anclado y embistió a su perseguidor más cercano con el espolón. Los corintios y sus aliados fueron presa de la confusión, alentando a los atenienses para hacer una salida con sus trirremes y hacer huir a los peloponesios, que se refugiaron en su base de Panormo.
Al final los atenienses solo perdieron una embarcación de las que habían encallado al principio y se hicieron con un botín de seis barcos enemigos. La batalla conservó la hegemonía naval ateniense y salvó a Naupacto de caer en manos de la Liga del Peloponeso, además frustró los intentos espartanos de iniciar nuevas campañas en el norte.